# Wasilij Iwanow (1893–1938)
Wasilij Sawieljewicz Iwanow (ros. Василий Савельевич Иванов, ur. 1893 w Błagowieszczeńsku, zm. 1938) – radziecki działacz partyjny.

## Życiorys
Działał w WKP(b), od sierpnia 1933 do 1937 był I sekretarzem Amurskiego Komitetu Obwodowego WKP(b). W 1937 został aresztowany podczas wielkiej czystki, następnie skazany na śmierć przez Wojskowe Kolegium Sądu Najwyższego ZSRR i rozstrzelany.